# Melvin Clark George

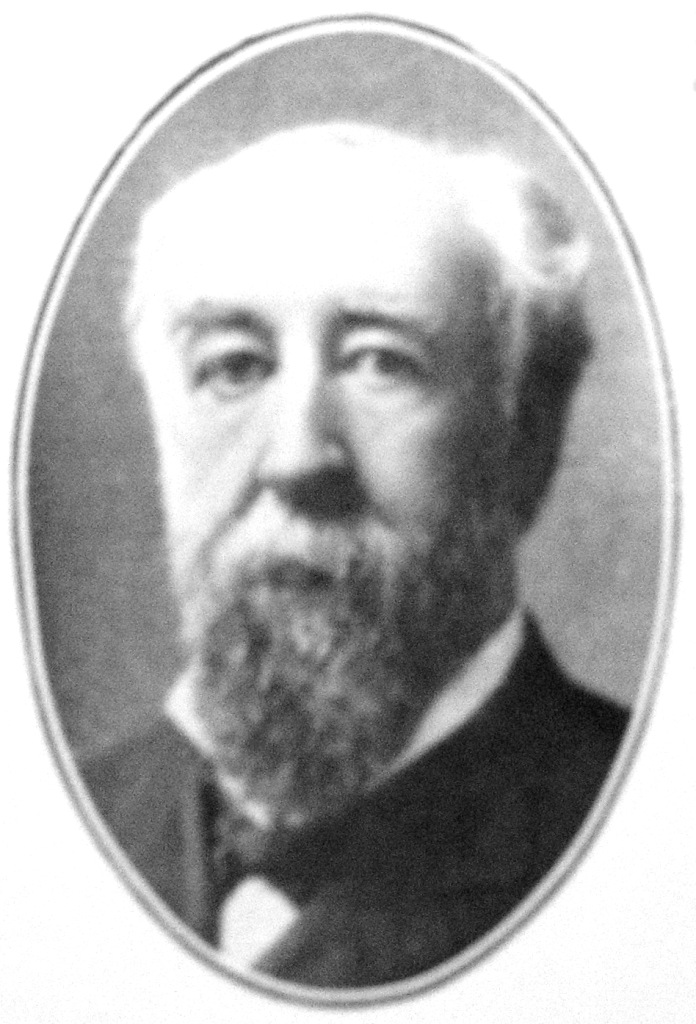
Melvin Clark George

Melvin Clark George (* 13. Mai 1849 in Caldwell, Ohio; † 22. Februar 1933 in Portland, Oregon) war ein US-amerikanischer Politiker. Zwischen 1881 und 1885 vertrat er den Bundesstaat Oregon im US-Repräsentantenhaus.

## Werdegang
Noch im Kindesalter zog Melvin George mit seinen Eltern im Jahr 1851 über den Oregon Trail in das Oregon-Territorium. Die Familie ließ sich in der Nähe von Lebanon im Linn County nieder. Melvin besuchte die öffentlichen Schulen seiner neuen Heimat und dann die Willamette University. Nach einem anschließenden Jurastudium und seiner Zulassung als Rechtsanwalt begann er ab 1875 in Portland in seinem neuen Beruf zu arbeiten.
George wurde Mitglied der Republikanischen Partei. Zwischen 1876 und 1880 gehörte er dem Senat von Oregon an. Im Jahr 1880 wurde er gegen den Amtsinhaber John Whiteaker in das US-Repräsentantenhaus gewählt. Nach einer Wiederwahl im Jahr 1882 konnte er zwischen dem 4. März 1881 und dem 3. März 1885 insgesamt zwei Legislaturperioden im Kongress absolvieren. Er war der erste Kongressabgeordnete aus Oregon, der in eine zweite Amtszeit gewählt wurde. Eine weitere Kandidatur lehnte er im Jahr 1884 ab. Im Kongress setzte er sich für den Bau von Schiffsanlegestellen in der Mündung des Columbia River ein.
Nach dem Ende seiner politischen Tätigkeit in Washington, D.C. arbeitete Melvin George wieder als Rechtsanwalt in Portland. Von 1885 bis 1889 lehrte er als Dozent im Fachbereich Gerichtsmedizin an der Willamette University; zwischen 1897 und 1907 war er als Richter tätig. Er wurde außerdem zum Vorsitzenden der Brückenkommission der Stadt Portland ernannt. In dieser Eigenschaft war er Aufseher über den Bau der Burnside Bridge über den Willamette River. Bis zu seinem Tod im Jahr 1933 arbeitete er als Rechtsanwalt. George war seit 1873 mit Mary Eckler verheiratet, mit der er drei Kinder hatte.